# U 95 (U-Boot, 1917)
U 95 war ein diesel-elektrisches U-Boot der deutschen Kaiserlichen Marine, das im Ersten Weltkrieg zum Einsatz kam.

## Einsätze
U 95 lief am 20. Januar 1917 bei der Germaniawerft in Kiel vom Stapel und wurde am 19. April 1917 in Dienst gestellt. Nach Abschluss der Erprobungs- und Ausbildungsfahrten wurde das Boot im Mai 1917 der IV. U-Flottille in Emden und Borkum zugeordnet. Erster und einziger Kommandant war Kapitänleutnant Athalwin Prinz (15. April 1917 bis Januar 1918).
U 95 führte sechs Unternehmungen im östlichen Nordatlantik um die britischen Inseln durch. Dabei wurden 14 Handelsschiffe mit einer Gesamttonnage von 38.014 Bruttoregistertonnen (BRT) versenkt. Neben Schiffen der Kriegsgegner wurden auch Schiffe unter Flaggen neutraler Länder angegriffen.
Das größte von U 95 versenkte Schiff war das mit Weizen beladene britische Frachtschiff Polyxena mit 5.737 BRT. Die Polyxena wurde am 12. Juni 1917 auf ihrer Fahrt von Australien nach Queenstown (Irland) etwa 57 Meilen westlich von Fastnet versenkt. Dabei kamen sieben Personen ums Leben.

## Verbleib
Am 27. Dezember 1917 verließ U 95 die Ems-Mündung, um auf eine Feindfahrt durch den Ärmelkanal zu gehen. Der letzte Funkkontakt erfolgte am 30. Dezember 1917, als sich U 95 im Ärmelkanal befand. Versenkungen gegnerischer Schiffe am 31. Dezember 1917 und 2. Januar 1918 lassen darauf schließen, dass U 95 zu dieser Zeit noch im Einsatz war. 
Im August 2003 wurde das Wrack eines U-Bootes vor Hardelot bei Boulogne-sur-Mer an der französischen Kanalküste entdeckt. Anhand von Gravuren an den Schiffsschrauben konnte das Boot durch Taucher als U 95 identifiziert werden. Die Umstände des Untergangs sind unbekannt.
Bis zur Identifizierung dieses Wracks war angenommen worden, U 95 sei durch einen Rammstoß des britischen Frachters Braeneil vor Kap Lizard versenkt worden. Dieses Gewässer liegt jedoch am anderen Ende des Ärmelkanals und ist damit weit vom Fundort des Wracks entfernt.